# 木曾義昌
木曾 義昌（きそ よしまさ）は、戦国時代から安土桃山時代にかけての武将、大名。信濃国木曾谷の領主木曾氏の第18代当主。幼名は宗太郎。左馬頭、伊予守。木曾義康の長子。弟に上松義豊。正室は武田信玄の娘・真竜院（真理姫）。子に千太郎、義利、義春、義通、娘（毛利高政正室）などがいる。

## 生涯
木曾氏は断絶した源義仲の嫡流に連なる名族を自称しているが、そのような内容の系図が南北朝時代に作成されたのではないかと指摘されている（ただし直系の先祖は藤原北家秀郷流を称している）。

### 出自
天文9年（1540年）、木曾義康の嫡子として誕生した。
当初は小笠原氏や村上氏らと共に甲斐の武田信玄の信濃侵攻に対抗したが、弘治元年（1555年）に更なる侵攻を受けて武田家に降伏した。
木曾氏が隣接する美濃・飛騨との国境地帯を押さえていたため、信玄は、義昌に三女の真理姫を娶らせ、武田家の親族衆として木曽谷を安堵した。
なお、この真理姫の輿入れについては、同時代の確実な史料で確認することはできない。
しかし実際には主だった家臣や親族を甲府に人質として置き、木曽の治世はすべて武田家の監視の元で行われたのであって、甲斐国の属国化を余儀なくされた。これにより木曾谷は、武田家の美濃や飛騨への侵攻における最前線基地となった。
永禄3年（1560年）、御嶽山に登拝して崇敬したことが知られている。
元亀3年（1572年）秋、信玄は西上するために、義昌に長坂峠を越えさせて、日和田口（高根村）から飛騨に攻め込ませて三木氏を攻撃させた。土豪の檜田次郎左衛門尉は、これを防いだものの戦死した。
信玄は、この功績により、義昌家臣の山村良利と子の山村良候に美濃安弘見郷300貫と千旦林村と茄子川村の地を与えた。
天正元年（1573年）8月、義昌が美濃国恵那郡の河折籠屋を攻め落とし、さらに苗木遠山氏の苗木城を攻めた。
天正2年（1574年）には武田信玄の命により美濃国恵那郡の阿寺城を攻めて落城させ、城主の明照遠山氏の遠山友重は討死を遂げた。また付近の恵那神社と別当寺も焼討して破壊した。
信玄の死後、高天神城の戦いに敗北して凋落を見せはじめた武田家の行く末に不安を抱くと共に、義兄の武田勝頼による新府城造営の賦役増大と重税に不満を募らせた義昌は、天正9年（1581年）8月26日に苗木遠山氏の遠山友忠より織田信忠からの武田攻めの準備に関する書を送られている。
天正10年（1582年）1月、遠山友忠を通じて織田氏の調略に応じ、実弟上松義豊を人質に出し、武田勝頼から離反した。
これが信長の甲州征伐のきっかけを作ることになった。勝頼は人質として送られていた70歳の母、側室、13歳の嫡男・千太郎、17歳の長女・岩姫を新府城で処刑した上で武田信豊を将とする討伐軍を木曽谷に向けて派遣するが、義昌は地の利を得た戦術と織田信忠の援軍を得て鳥居峠でこれを撃退した(鳥居峠の戦い)。
しかし、鳥居峠より北東側の贄川では激しい戦いとなって、武田勢の兵火により観音寺が一時期荒廃した。
天正10年（1582年）9月、本能寺の変後に木曾義昌の稚子の愛若が、美濃国恵那郡坂下村の西方寺に侵入して焼討した際に、大般若波羅蜜多経600巻と涅槃像を奪い、木曽須原の定勝寺に納めた。このことは同書の表紙裏に、定勝寺住持の天心宗球の墨書銘によって確かめられる。

『吉蘇志略』の定勝寺什物の記述の中に涅槃像についての記述がある。

### 武田家滅亡後
武田家滅亡後は、信長に出仕した｡信長は義昌に梨子地の太刀と黄金100枚を与えた。
さらに信濃で二郡を与えるとの内命を伝えたとされ、深志城（後の松本城）に城代を置いて木曽の他・松本・安曇地方運営の拠点とした。
しかし僅か3ヶ月後に本能寺の変が勃発すると、信濃国内も混乱し、義昌は中信濃の所領を放棄して美濃へと逃げる森長可の命を狙ったが、企みに気付いた長可に木曽福島城に押し入られ、逆に子の岩松丸（後の木曾義利）の身柄を拘束されてしまう。
岩松丸を人質に取られたことで、義昌はやむなく遠山友忠など長可をよく思っていなかった近隣の諸将にも森軍に手出しをしないように依頼して回り、むしろ長可の撤退を助ける役目を負わされた。
また、変後の信濃の混乱を好機と見た深志の旧領主・小笠原氏の旧臣が越後国の上杉景勝の後援を受けて前信濃守護・小笠原長時の弟である洞雪斎を擁立し、木曾方は深志城を奪われ、本領木曽谷へ撤退するに至った。
武田家の遺領を巡り上杉景勝と徳川家康・北条氏直の三者が争うと（天正壬午の乱）、初めは氏直に従っていたが、8月の甲州黒駒合戦での後北条軍の敗北と、旧主の織田信孝の意向を仰ぎ、9月には家康に寝返り、他の信濃国衆から集めた人質を引き渡し、その代わりに再度安曇・筑摩両郡および木曽谷の安堵を受ける約定を得た。
ところが、家康が小笠原長時の子・貞慶の深志城復帰を認めたことから、天正12年（1584年）、家康と羽柴秀吉の対立による小牧・長久手の戦いに呼応して、三男・義春を人質として秀吉に恭順。徳川勢を妻籠城にて迎え撃ち、撃退している。
天正14年、秀吉と家康の講和により、木曾氏を含めた信濃の諸将は家康の傘下に入り、地方的な部将としての木曾氏の独立性は失われた。秀吉の北条攻めには病床におり出陣はできなかった。

### 晩年
天正18年（1590年）、家康の関東移封に伴い、家康から下総国阿知戸（現在の千葉県旭市網戸）1万石が与えられて木曽谷を退く。
領主にとって木曾の土地資源は、今日でも全体の九割五分を占める山林であることから、木曾の山林に着目した秀吉から木曾を没収され阿知戸を与えられたとする説もある。
同年12月、下総国三川村に到着、東園寺に居住し、芦戸地域を整備し、天正19年（1591年）3月、芦戸城（阿知戸）に入った。
城の東南には山村良勝の屋敷が、西南には千村良重と馬場昌次の屋敷を配置し、城の南には市場を開けるように町作りが計画された。
天正18年(1590年)12月12日、千村良重に対して、十日市・蛇園700石の知行と箕広66貫文の代官職を宛行った。
文禄2年（1593年）下総国阿知戸に東漸寺を開基、木曽谷から迎えた悦堂により開山した。
没年は、文禄4年（1595年）2月13日、同年3月17日、慶長元年（1596年）7月13日の三説がある。家督は義利が継承した。
法名は東禅寺殿玉山徹公大居士。墓所は千葉県旭市網戸の東漸寺（旧名は東禅寺）にあり、遺体は城の西方椿海に水葬され、干潟になってから改めて墳墓が作られた。
寛文11年（1671年）、椿海は干拓され干潟8万石と称される田園地となった。現在、その一角に木曾義昌公史跡公園が造られ、義昌の銅像がある。

## 子孫
義昌の死後、義利は叔父・上松義豊を殺害するなどの乱暴な振る舞いにより、慶長5年（1600年）に改易に処されたとされる。
義利は浪人し、その後蒲生氏を頼り、蒲生氏の伊予松山転封に随行、そのまま同地に居住したとされるが、阿知戸を退去した後の義利に関しては、確たる史料に基づく消息は残っていない。
改易に際しても、「下総国に流罪」とする説と単に「追放」とする説がある。
また、寛永16年（1629年）に伊予松山で没したとする説もあるが、確証は無い。その子の玄蕃義辰（よしとき）は久松松平家に仕えたが後に故あって浪人し、その子らは最終的には親族であった千村氏・山村氏を頼り後ろ盾に頼むことにより尾張藩ほかに召し抱えられる。
義昌には他に三男・義春（義成）と四男・義一（義通）がおり、義春は大坂の陣における豊臣秀頼の浪人募集に応じ大坂城に入って戦死した。
義一は母の真竜院と共に木曽谷で隠遁したとされるが、その後や子孫に関しては伝わっていない。

## 一族
大名家としての木曽家は消滅したが、一族(重臣）であった千村氏・山村氏・馬場氏などの木曾衆は、関ヶ原の戦いにおいて徳川家康のもとで東軍に参加し東濃の戦いで勝利したことにより旗本や尾張藩の重臣となった。
甥・義重の子上松義次は上杉定勝の近習となり、米沢藩に仕えた。

## 関連作品
小説
- 伊東潤『木曾谷の証人』（『戦国鬼譚 惨』収録の短編）

ドラマ
- 真田丸 (NHK大河ドラマ) - 演：石井愃一

## 画像集

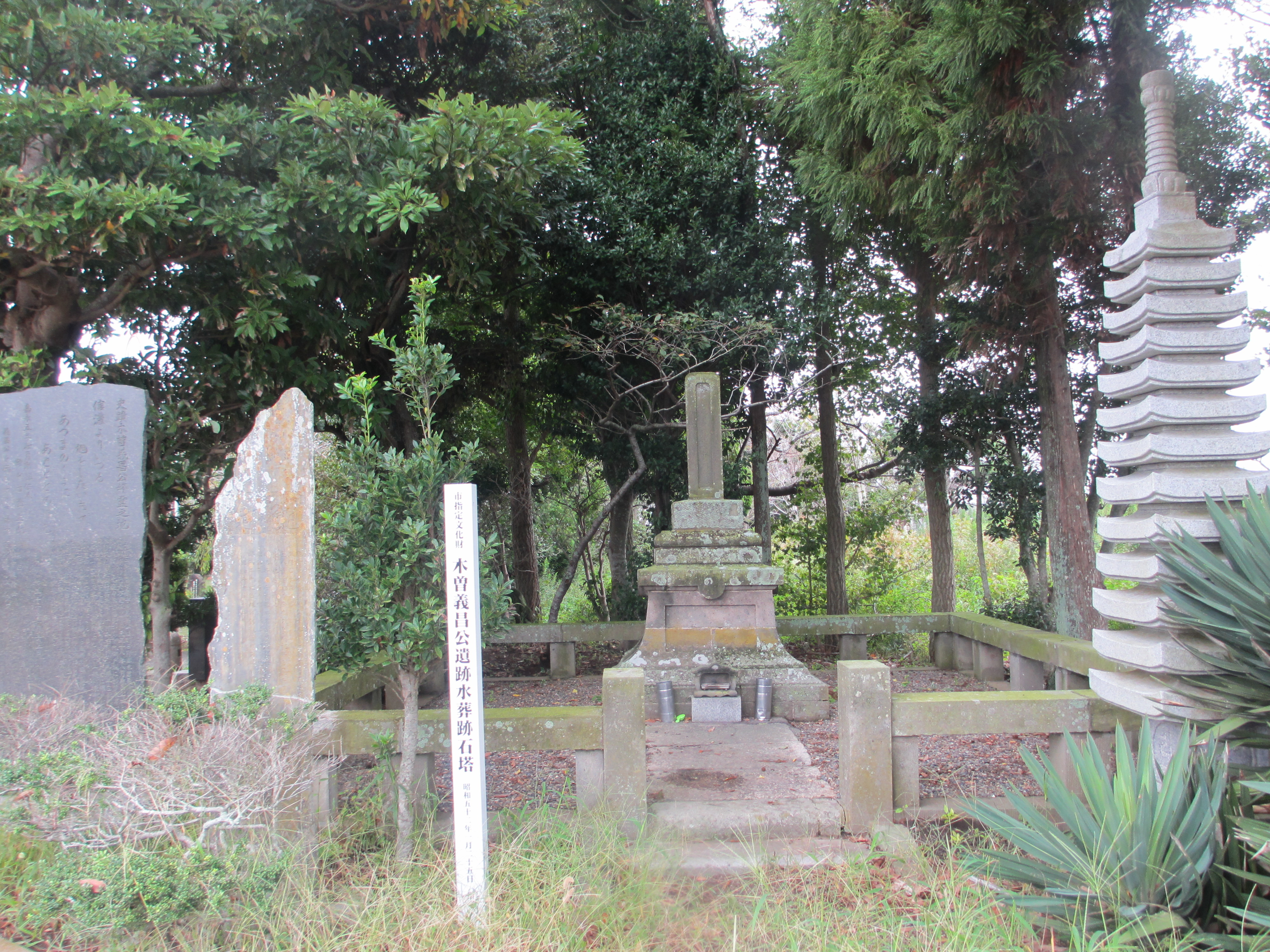
木曽義昌公遺跡水葬跡石塔（千葉県旭市イの2801-1）
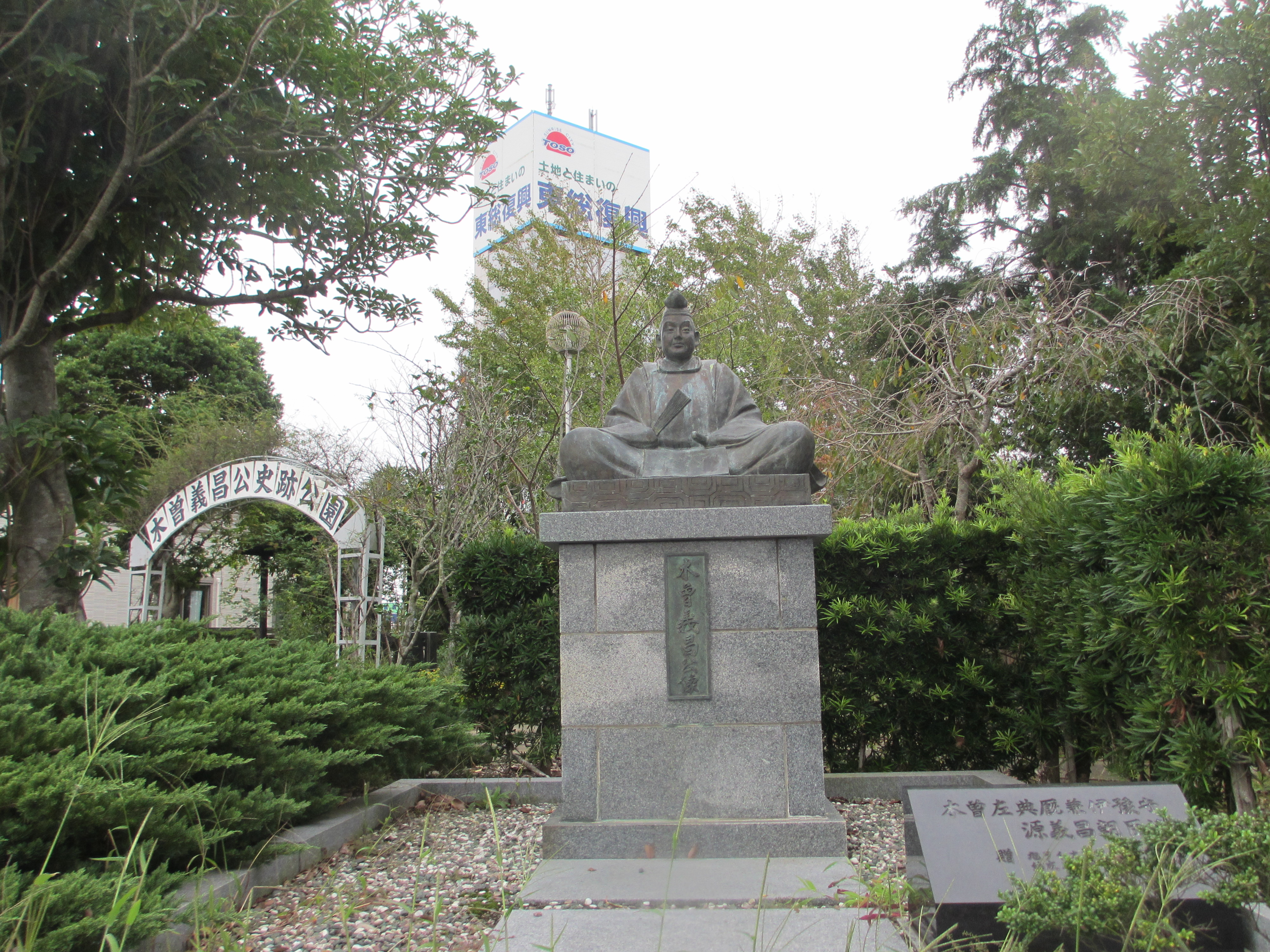
木曽義昌公像（木曽義昌公史跡公園ショッピングセンターサンモール側）
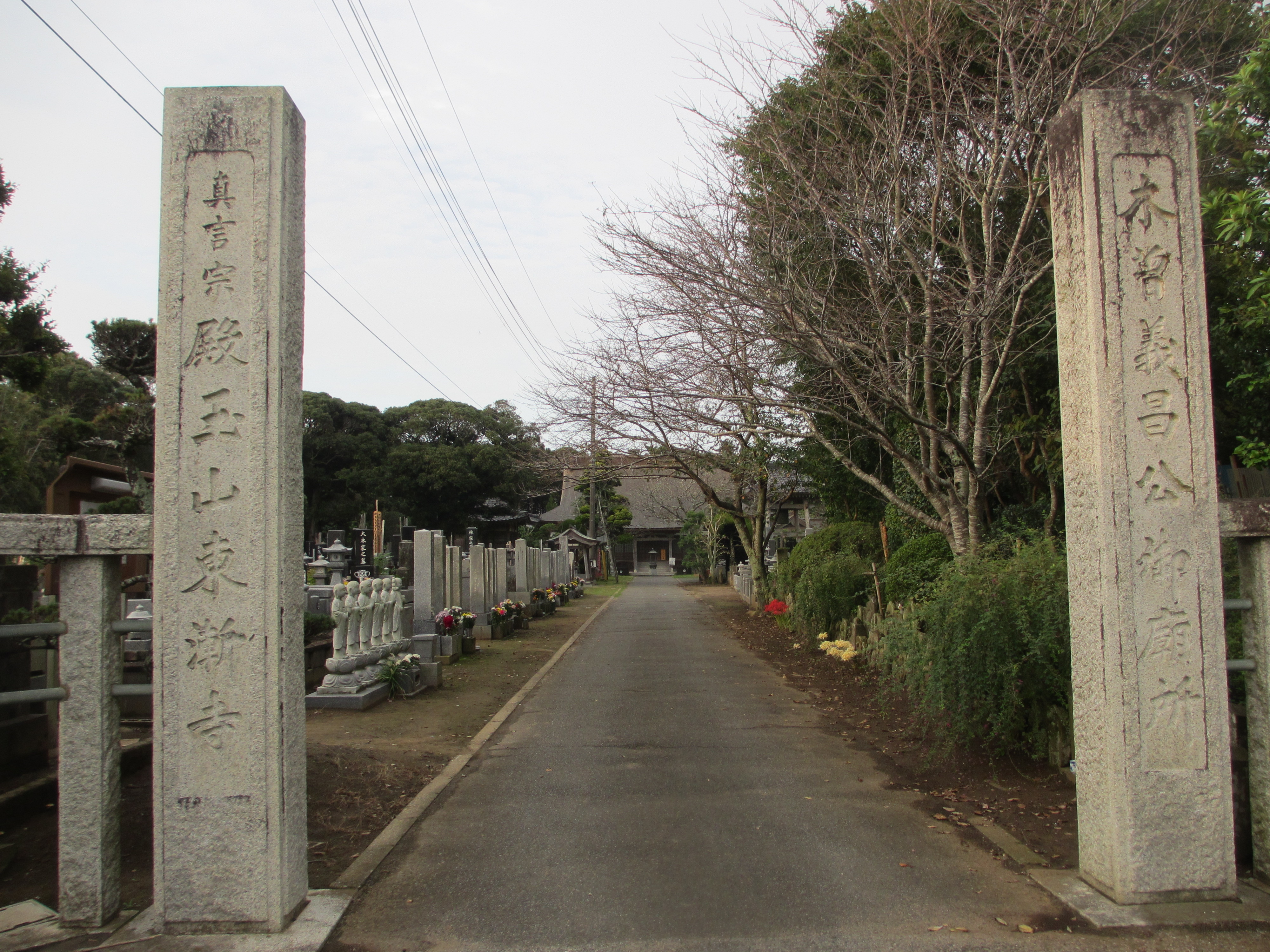
東漸寺正門（千葉県旭市網戸網戸城跡）
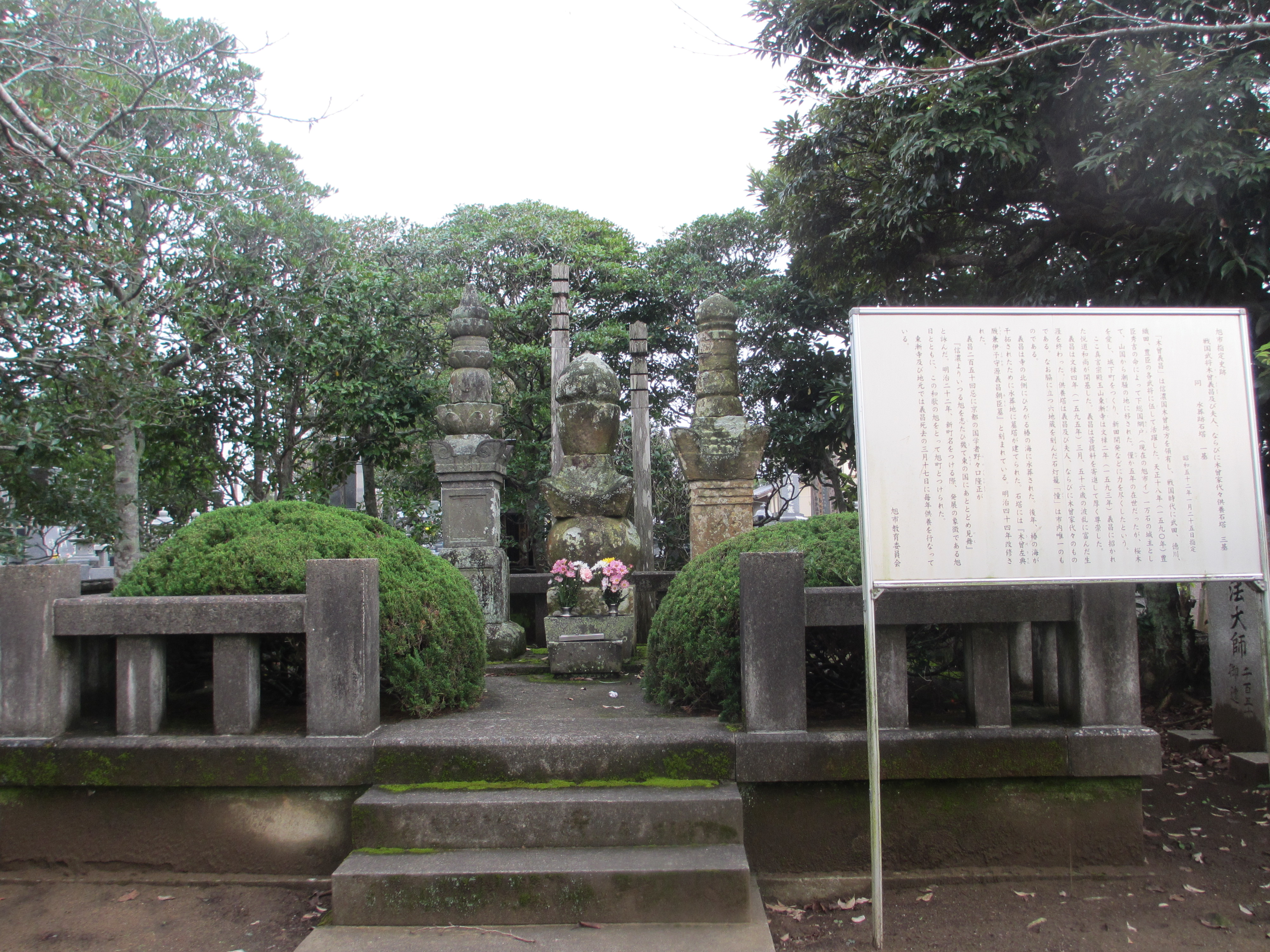
木曽義昌及び夫人、ならびに木曽家代々供養石塔（千葉県旭市イ2337）